# Liste der Biografien/Salo
Liste der Biografien |
Portal Biografien |
Personensuche
# |
A |
B |
C |
D |
E |
F |
G |
H |
I |
J |
K |
L |
M |
N |
O |
P |
Q |
R |
S |
T |
U |
V |
W |
X |
Y |
Z |
?
 
Sa |
Sb |
Sc |
Sd |
Se |
Sf |
Sg |
Sh |
Si |
Sj |
Sk |
Sl |
Sm |
Sn |
So |
Sp |
Sq |
Sr |
Ss |
St |
Su |
Sv |
Sw |
Sy |
Sz
 
Saa |
Sab |
Sac |
Sad |
Sae |
Saf |
Sag |
Sah |
Sai |
Saj |
Sak |
Sal |
Sam |
San |
Sao |
Sap |
Saq |
Sar |
Sas |
Sat |
Sau |
Sav |
Saw |
Sax |
Say |
Saz
 
Sala |
Salb |
Salc |
Sald |
Sale |
Salf |
Salg |
Salh |
Sali |
Salj |
Salk |
Sall |
Salm |
Saln |
Salo |
Salp |
Salq |
Sals |
Salt |
Salu |
Salv |
Salw |
Saly |
Salz
Die Liste der Biografien führt alle Personen auf, die in der deutschsprachigen Wikipedia einen Artikel haben. Dieses ist eine Teilliste mit 204 Einträgen von Personen, deren Namen mit den Buchstaben „Salo“ beginnt.

## Salo
- Salò, österreichischer SängerSalò

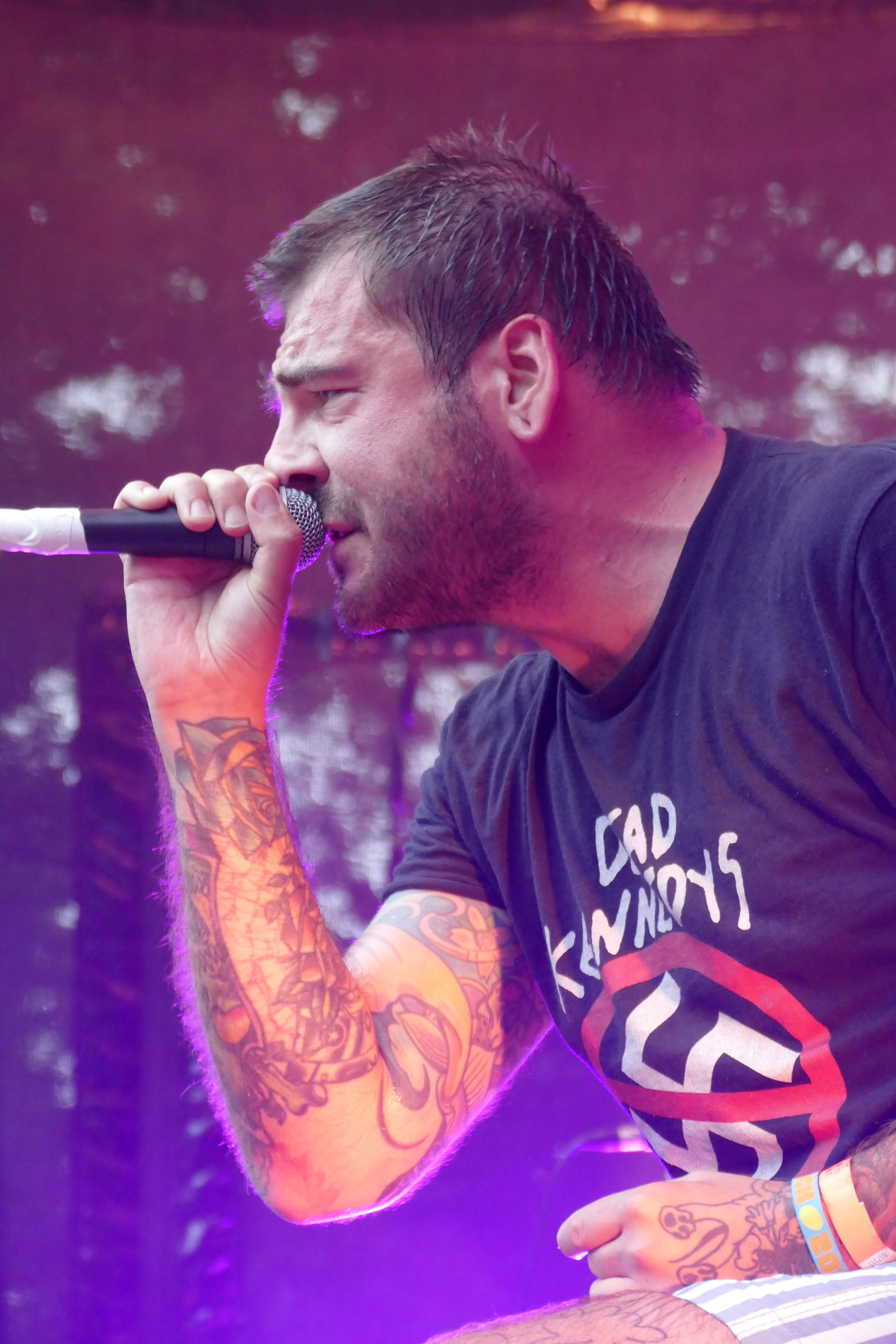
Salò

- Salo, Arvo (1932–2011), finnischer Journalist, Schriftsteller und Politiker (SDP), Mitglied des Reichstags
- Salo, Elina (* 1936), finnische Schauspielerin
- Salo, Jani (* 1974), finnischer Skispringer
- Salo, Kasperi (* 1979), finnischer Badmintonspieler
- Salo, Kenan (* 2001), österreichischer Fußballspieler
- Salo, Mika (* 1966), finnischer Automobilrennfahrer
- Salo, Ola (* 1977), schwedischer Sänger und Musiker
- Salo, Päivi (* 1974), finnische Eishockeyspielerin
- Salo, Reettakaisa Sofia (* 1984), finnische evangelische Theologin
- Salo, Rolf (* 1950), deutscher Unternehmer und Politiker (FDP)
- Salo, Sami (* 1974), finnischer Eishockeyspieler und -trainer
- Salo, Teemu (* 1974), finnischer Curler
- Salo, Teppo (* 1997), finnischer Unihockeyspieler
- Salo, Tommy (* 1971), schwedischer Eishockeyspieler und -trainer
- Salo, Vello (1925–2019), estnischer Theologe, Übersetzer und Verleger

### Salof
- Saloff-Coste, Laurent (* 1958), französischer Mathematiker
- Saloff-Coste, Michel (* 1955), französischer Wirtschaftswissenschaftler

### Salok
- Salokoski, Emma (* 1976), finnische Sängerin, Komponistin und Songschreiberin

### Salom
- Salom, Carlos (* 1987), palästinensisch-argentinischer Fußballspieler
- Salom, Enrique Guerrero (* 1948), spanischer Politiker (Partido Socialista Obrero Español), MdEP und Autor
- Salom, Luis (1991–2016), spanischer MotorradrennfahrerLuis Salom (1991–2016)

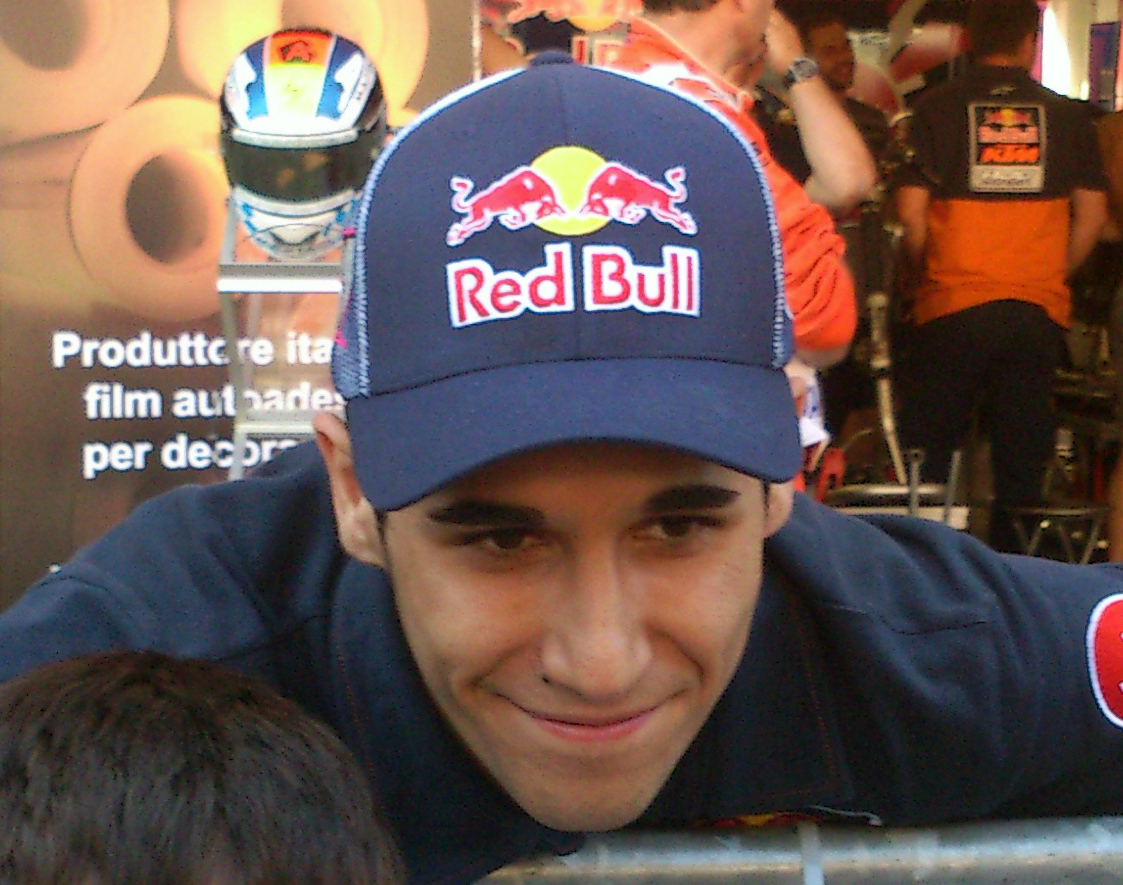
Luis Salom (1991–2016)

- Salomaa, Arto (1934–2025), finnischer Informatiker und Mathematiker
- Salomaa, Jarno, finnischer Musiker
- Salomaa, Kauko (1928–2016), finnischer Eisschnellläufer
- Salomäki, Elina (* 1981), finnische Volleyballspielerin und -trainerin
- Salomäki, Jouko (* 1962), finnischer Ringer
- Salomäki, Miikka (* 1993), finnischer Eishockeyspieler
- Saloman, Geskel (1821–1902), Maler
- Saloman, Siegfried (1816–1899), dänischer Komponist und Violinist
- Salomão, Tomaz (* 1954), mosambikanischer Politiker, SADC-Generalsekretär
- Salome, Jünger Jesu
- Salome, Tochter der Herodias, Figur der biblischen LegendeSalome

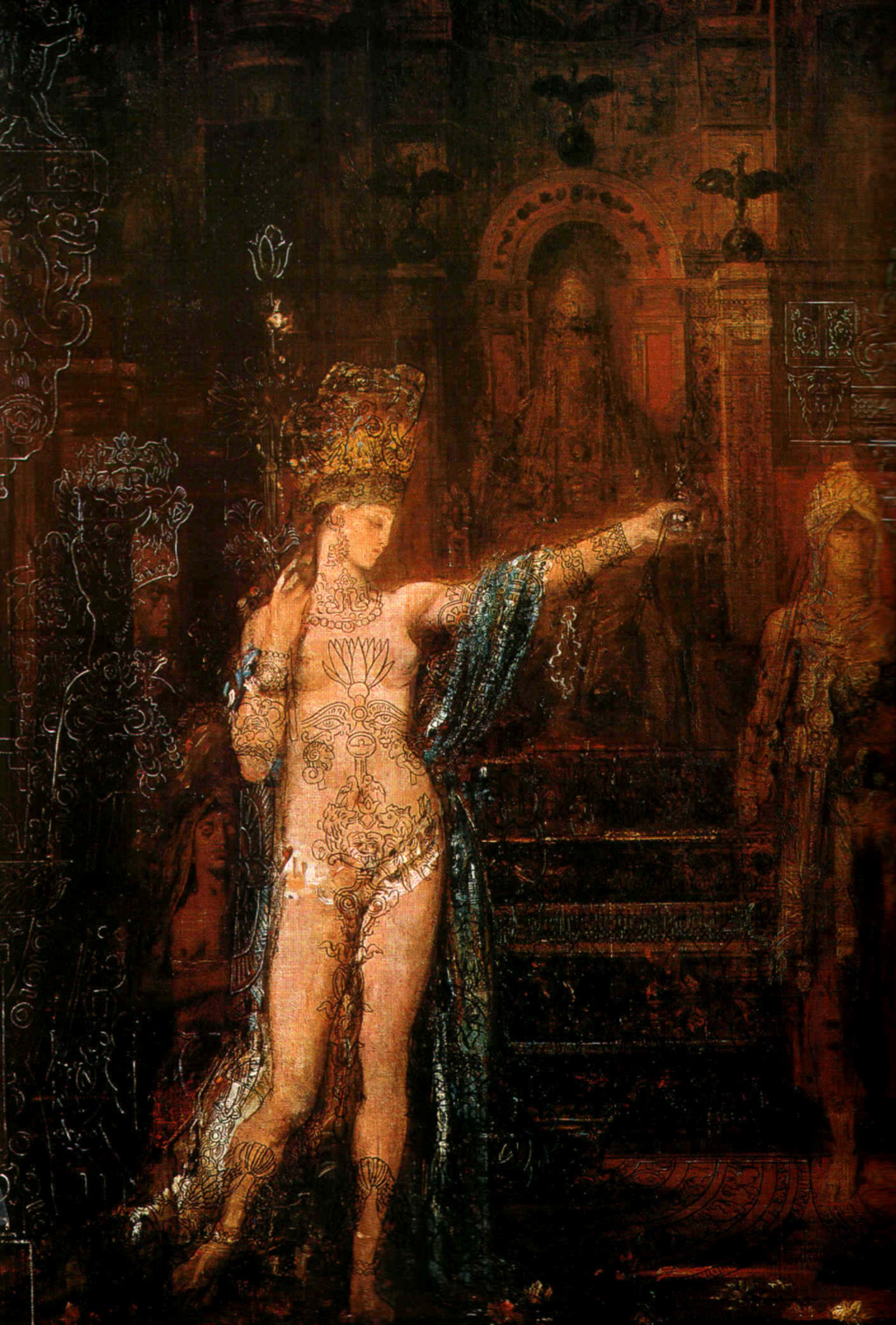
Salome

- Salome, Schwester Herodes’ des Großen
- Salomé (* 1939), spanische Sängerin
- Salomé (* 1954), deutscher Maler
- Salome Alexandra († 67 v. Chr.), jüdische Königin
- Salóme Gunnarsdóttir, isländische Schauspielerin und Synchronsprecherin
- Salomé Pina, José (1830–1909), mexikanischer Maler
- Salome Þorkelsdóttir (* 1927), isländische Politikerin
- Salome von Berg († 1144), durch Heirat Herzogin von Polen
- Salome von Pommerellen († 1314), Herzogin von Kujawien
- Salomé, Jacques (* 1935), französischer Sozialpsychologe und Autor
- Salomé, Jean-Paul (* 1960), französischer Regisseur und Drehbuchautor
- Salomé, Théodore (1834–1896), französischer Organist und Komponist
- Salomé, Vitorino (* 1941), portugiesischer Sänger und Komponist
- Salomea († 1268), polnische Prinzessin
- Salomea Odonicówna, polnische Prinzessin und Herzogin von Glogau
- Salomea von Großpolen, polnische Prinzessin
- Salomein, Jarl (* 1989), belgischer Straßenradrennfahrer
- Salomo, König von Israel und JudaSalomo

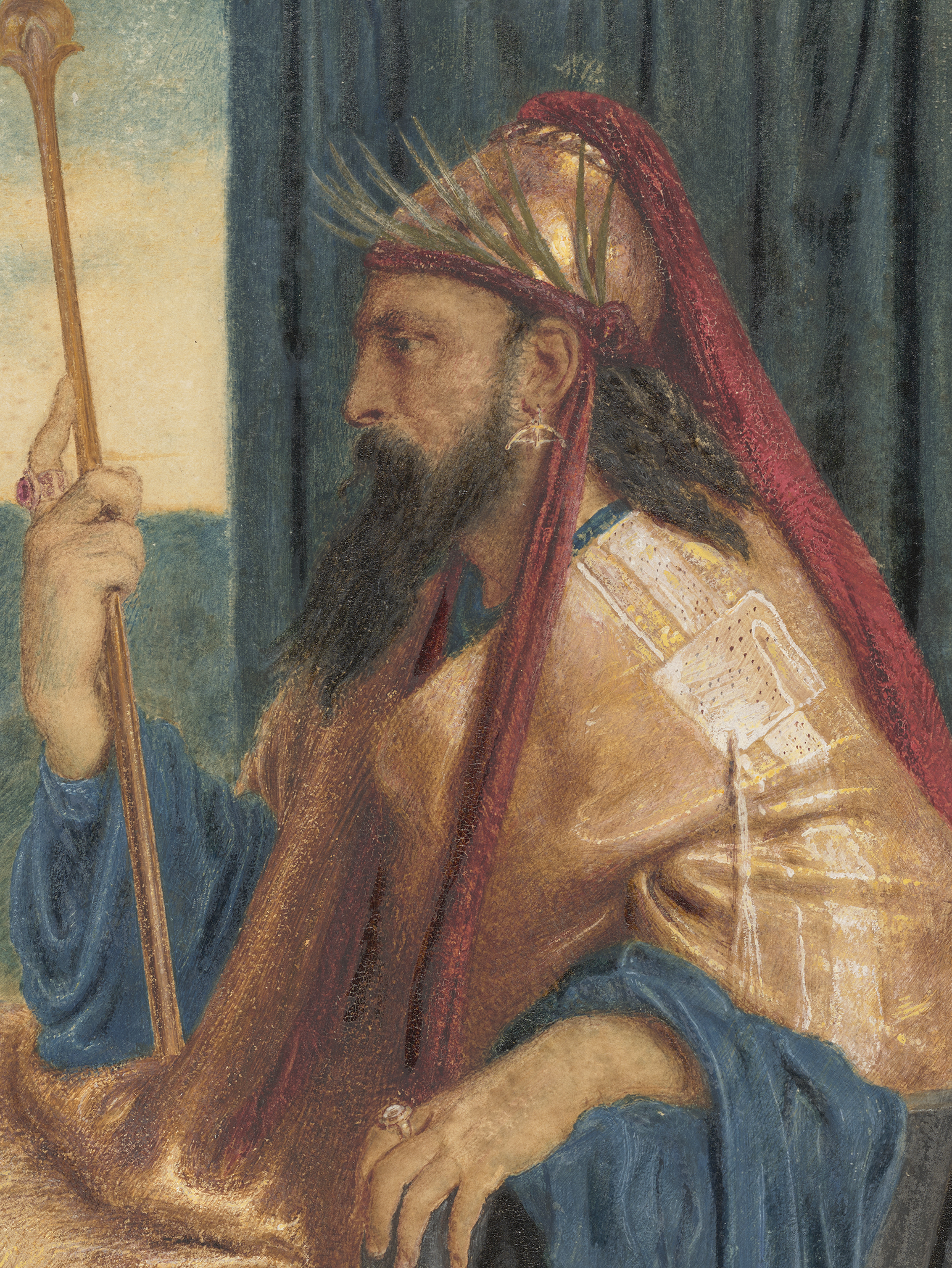
Salomo

- Salomo bar Simson, jüdischer Chronist
- Salomo ben Simon Zemach Duran († 1467), maghrebinischer Halachist
- Salomo ben Simson ben Eljakim († 1096), Judenbischof von Worms
- Salomo I. von Konstanz († 871), Bischof von Konstanz
- Salomo ibn Verga, spanisch-jüdischer Chronist
- Salomo II. von Konstanz († 889), Bischof von Konstanz
- Salomo III. von Konstanz, Bischof von Konstanz
- Salomo, Michael (* 1988), deutscher Politiker (SPD)
- Salomon, griechischer Patriarch von Jerusalem
- Salomon († 873), Graf von Cerdanya, Conflent und Urgell
- Salomon († 874), bretonischer Fürst und König
- Salomon († 1087), König von Ungarn
- Salomon de Virelade, François-Henri (1620–1670), französischer Jurist, Oberregierungspräsident, neulateinischer Autor und Mitglied der Académie française
- Salomon II., Negus (Kaiser) von Äthiopien (1777–1779)
- Salomon III., Negus Negest (Kaiser) von Äthiopien
- Salomon, Albert (1883–1976), deutscher Chirurg
- Salomon, Albert (1891–1966), deutsch-amerikanischer Soziologe
- Salomon, Alexander (* 1986), deutscher Politiker (Bündnis 90/Die Grünen), MdL
- Salomon, Alfred (1910–2006), deutscher evangelisch-lutherischer Pfarrer, Mitglied der Bekennenden Kirche
- Salomon, Alfred (1919–2013), deutscher Radsportler, Radsportfunktionär und Auschwitz-Überlebender
- Salomon, Alice (1872–1948), deutschamerikanische liberale SozialreformerinAlice Salomon (1872–1948)

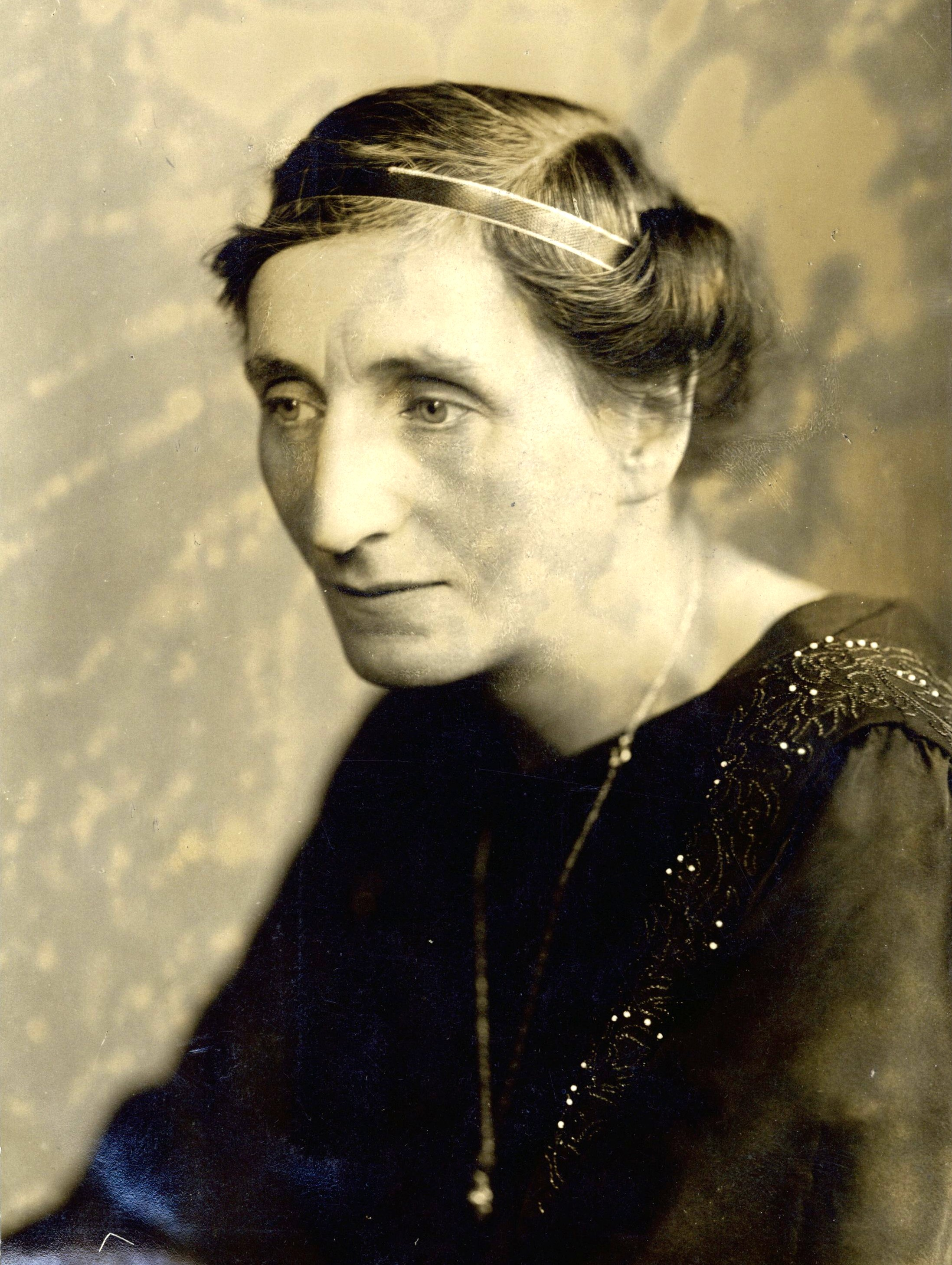
Alice Salomon (1872–1948)

- Salomon, Almuth (1932–2018), deutsche Historikerin
- Salomon, Bernhard (1855–1942), deutscher Ingenieur und Wirtschaftsmanager
- Salomon, Bernhard (* 1962), österreichischer Journalist, Autor und Verleger
- Salomon, Bruno von (1900–1952), deutscher Journalist, Spanienkämpfer und politischer Aktivist
- Salomon, Carl (* 1881), deutscher Arzt, Militärarzt und Chirurg Leiter des Jüdischen Krankenhauses in München und Opfer des Holocaust
- Salomon, Cassian von (* 1956), deutscher Filmproduzent und ehemaliger Chefredakteur bei SpiegelTV
- Salomon, Charlotte (1917–1943), deutsche Malerin und Schriftstellerin
- Salomon, Christophe (* 1953), französischer Physiker
- Salomon, Dieter (* 1960), deutscher Politiker (Bündnis 90/Die Grünen), MdLDieter Salomon (* 1960)

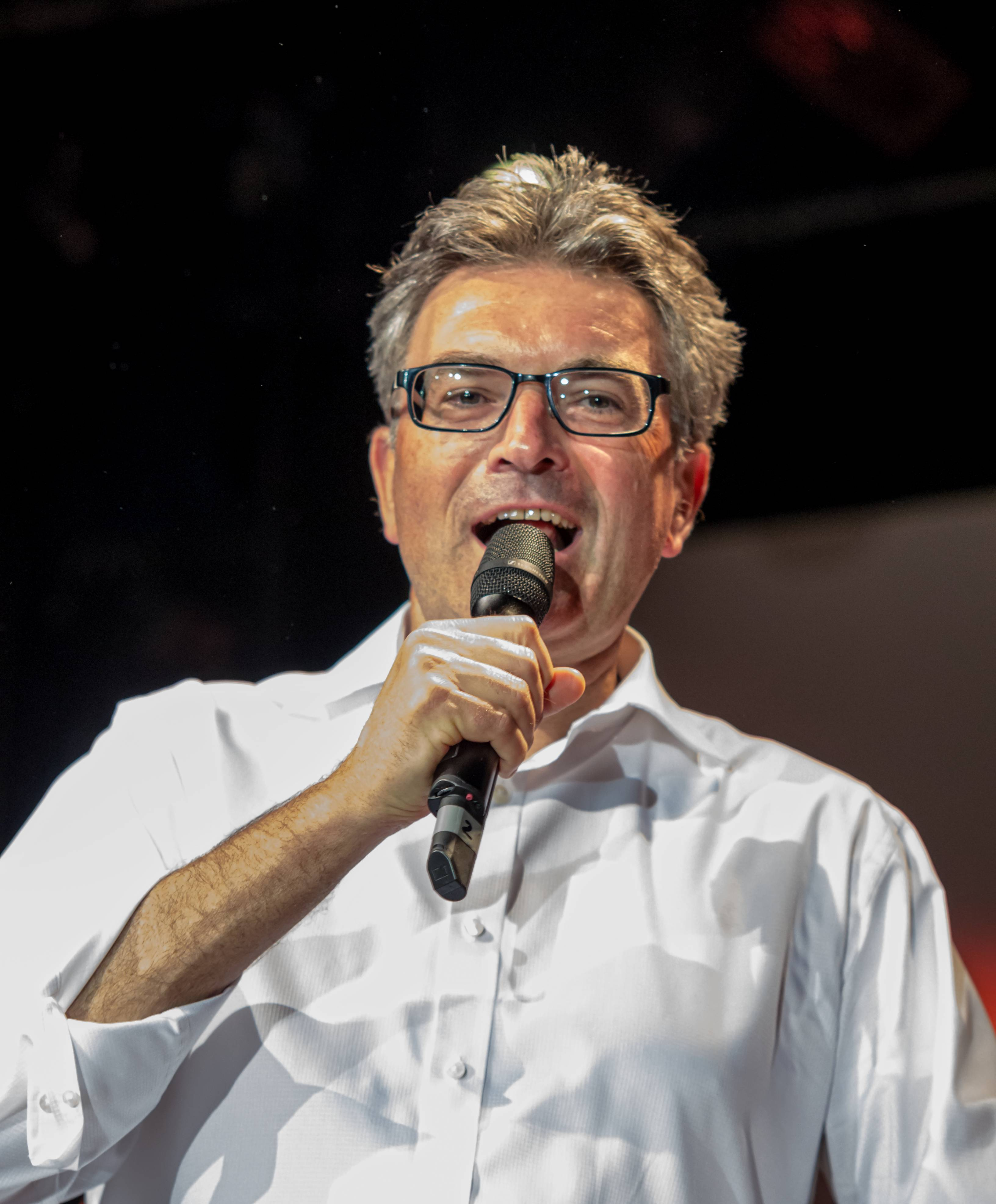
Dieter Salomon (* 1960)

- Salomon, Dirk (* 1957), deutscher Schauspieler und Drehbuchautor
- Salomon, Dominic (* 1992), deutscher Volleyballspieler
- Salomon, Edward (1828–1909), US-amerikanischer Politiker deutscher Herkunft
- Salomon, Edward S. (1836–1913), US-amerikanischer Politiker
- Salomon, Elias (1814–1885), deutscher Mediziner
- Salomon, Erich (1886–1944), deutscher Fotojournalist
- Salomon, Ernst von (1902–1972), deutscher Schriftsteller und Drehbuchautor
- Salomon, Eugen (1888–1942), Fußballfunktionär und Geschäftsmann in Mainz
- Salomon, Felix (1866–1928), deutscher Historiker
- Salomon, Ferdinand, österreichischer Orgelbauer in Leobendorf (Niederösterreich)
- Salomon, Franz-Viktor (* 1943), deutscher Tierarzt, Anatom und Hochschullehrer
- Salomon, Gavriel (1938–2016), israelischer Erziehungswissenschaftler
- Salomon, Georges (1925–2010), französischer Unternehmer und Erfinder
- Salomon, Gottfried (1892–1964), deutsch-US-amerikanischer Soziologe und Nationalökonom
- Salomon, Gotthold (1784–1862), Prediger, Mitbegründer des Reformjudentums
- Salomon, Hans (1933–2020), österreichischer Jazzmusiker, Bandmanager und KomponistHans Salomon (1933–2020)

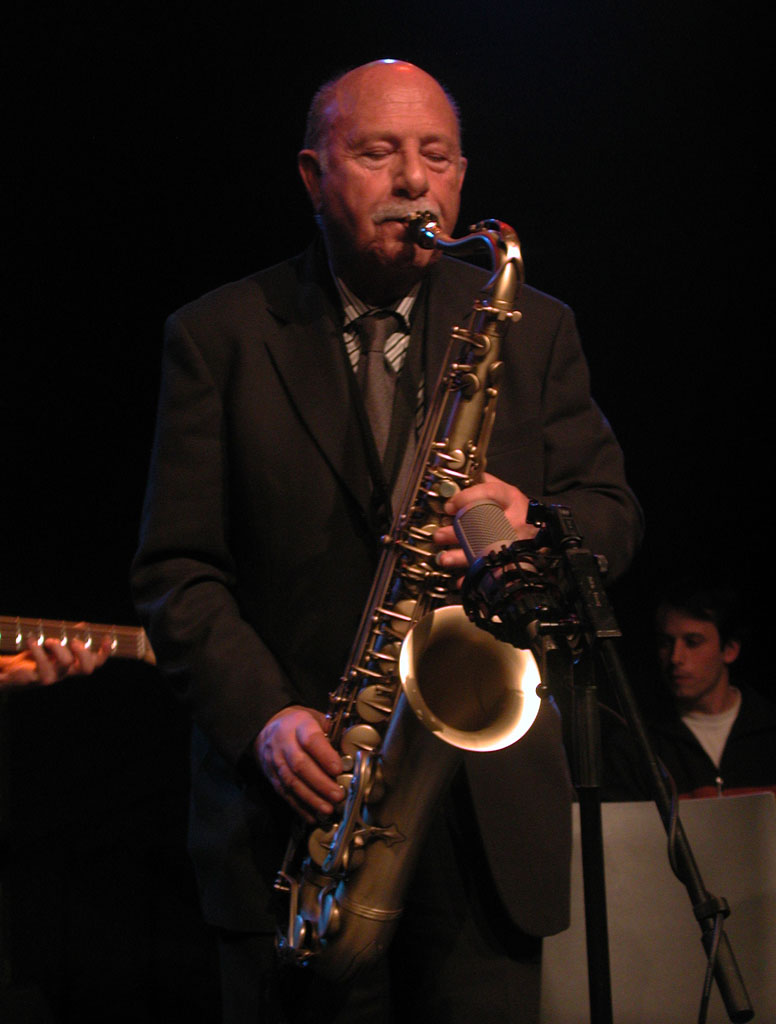
Hans Salomon (1933–2020)

- Salomon, Harald (1900–1990), norwegischer Medailleur
- Salomon, Harry Hermann (1860–1936), britischer Porträtmaler der Düsseldorfer Schule sowie Fotograf
- Salomon, Haym (1740–1785), polnisch-US-amerikanischer Finanzier und Makler
- Salomon, Hedwig (1900–1942), deutsche Musikerin, Pianistin und Korrepetitorin
- Salomon, Heinrich (1825–1903), deutscher Opernsänger (Bass)
- Salomon, Heinz (1900–1969), deutscher Politiker (SPD), MdL
- Salomon, Hermann (1888–1970), deutscher Mediziner und Kommunalpolitiker (SPD)
- Salomon, Hermann (1938–2020), deutscher Leichtathlet und Olympiateilnehmer
- Salomon, Horst (1929–1972), deutscher Schriftsteller und Drehbuchautor
- Salomon, Jean-Baptiste (1713–1767), französischer Geigenbauer
- Salomon, Joel Moses (1838–1912), Mitbegründer von Petach Tikva
- Salomon, Johann Peter († 1815), Violinist, Komponist, Dirigent und Musikimpresario
- Salomon, Joseph (1793–1856), deutscher Mathematiker und Hochschullehrer
- Salomon, Jules (1873–1963), französischer Automobilkonstrukteur
- Salomon, Junior (* 1986), beninischer Fußballspieler
- Salomon, Karl (1896–1977), deutscher KPD-Funktionär, SED-Staatssekretär in der DDR
- Salomon, Kim (* 1948), Historiker und Hochschullehrer
- Salomon, Kurt, deutscher Fußballspieler
- Salomon, Lennart A. (* 1978), deutscher Musiker, Singer/Songwriter, Komponist und Produzent
- Salomon, Leon E. (1936–2023), US-amerikanischer Offizier, General der US-Army
- Salomon, Louis (1872–1955), deutscher Kaufmann
- Salomon, Ludwig (1875–1953), deutscher Politiker (SPD), MdL
- Salomon, Lysius (1815–1888), haitianischer Politiker und Präsident von Haiti
- Salomon, Martial (* 1977), französischer Filmeditor
- Salomon, Martina (* 1960), österreichische JournalistinMartina Salomon (* 1960)

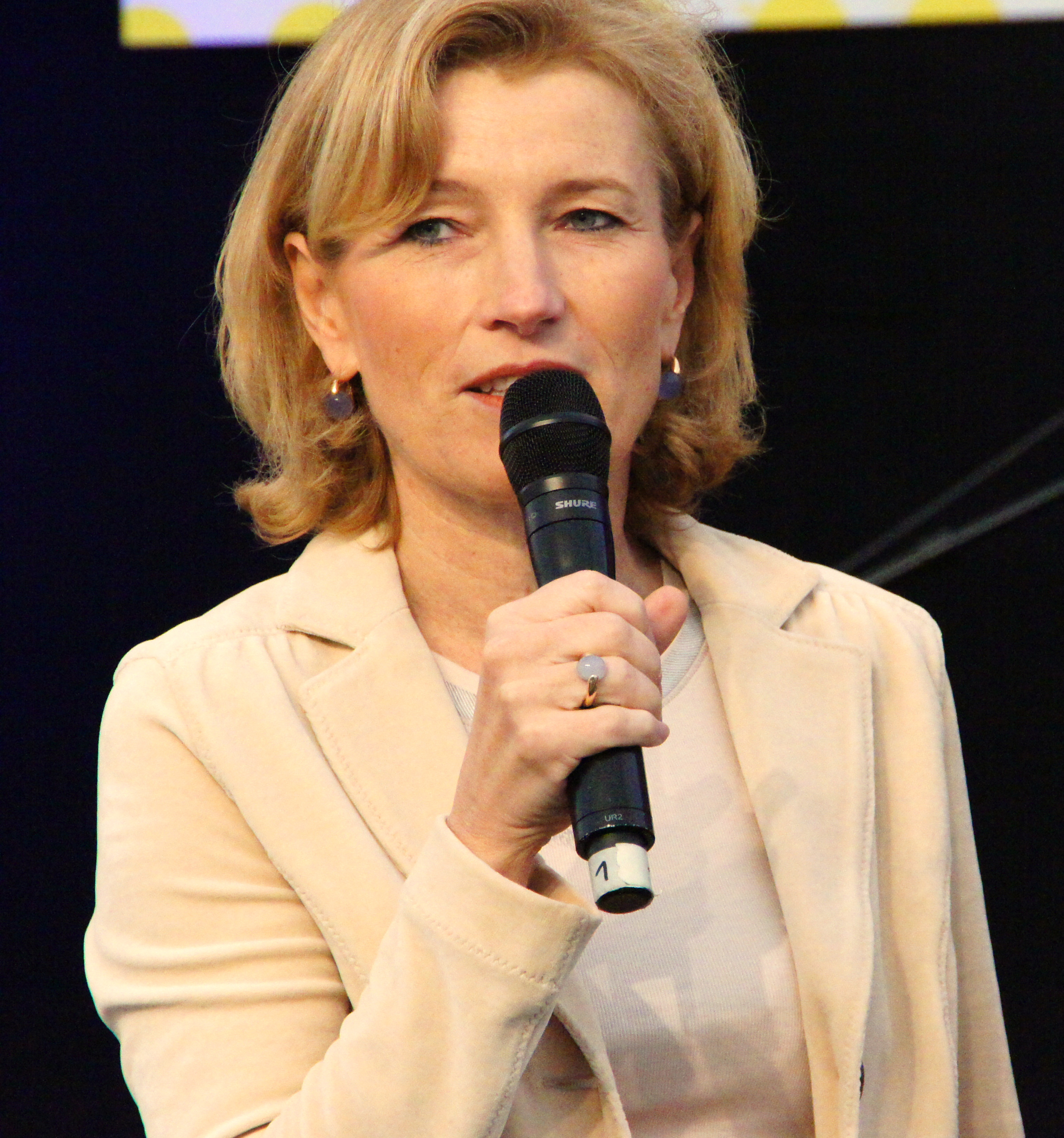
Martina Salomon (* 1960)

- Salomon, Max (1837–1912), deutscher Mediziner, Medizinhistoriker, Ophthalmologe und Sozialhygieniker
- Salomon, Max (1886–1977), deutsch-amerikanischer Karnevalist
- Salomon, Max (1906–1942), deutscher Fußballspieler, Opfer des Holocaust
- Salomon, Mikael (* 1945), dänischer Kameramann, Filmregisseur, Filmproduzent und Visual Effects-Artist
- Salomon, Otto (1889–1971), deutscher Verleger und Schriftsteller
- Salomon, Patrick (* 1988), österreichischer Fußballspieler
- Salomon, Peter (* 1947), deutscher Schriftsteller, Lyriker und Herausgeber
- Salomon, Pierre (1902–1983), französischer Romanist und Literaturwissenschaftler
- Salomon, Richard (1884–1966), deutscher Historiker
- Salomon, Rick (* 1968), US-amerikanischer Pokerspieler und SchauspielerRick Salomon (* 1968)

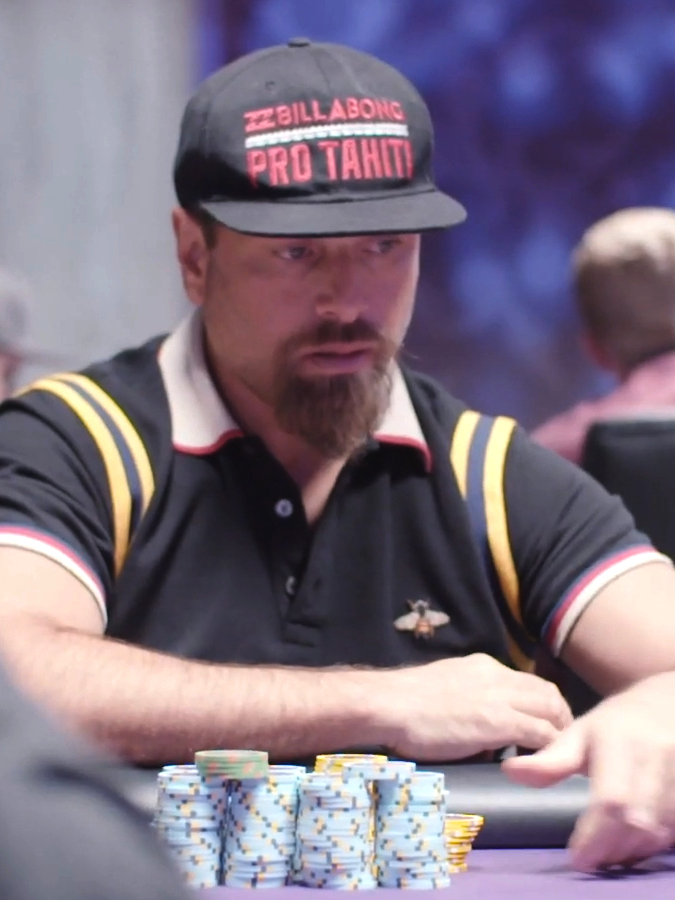
Rick Salomon (* 1968)

- Salomon, Rudolph (1858–1914), deutscher Kommunalpolitiker und Bürgermeister, Mitglied des Provinziallandtages der Provinz Hessen-Nassau
- Salomon, Salomon Jacob (1801–1862), deutscher Mediziner und Augenarzt
- Salomon, Siegfried (1885–1962), dänischer Violinist und Komponist
- Salomon, Silke (* 1965), bremische Politikerin (CDU), MdBB
- Salomon, Thomas (* 1952), deutscher Politiker (NPD)
- Salomon, Wenzel (1874–1953), deutsch-böhmischer Kunstmaler
- Salomon, Werner (1926–2014), deutscher Politiker (SPD), MdA
- Salomon, Willy (1891–1958), deutscher Pianist, Komponist und Musikpädagoge
- Salomon-Ali, Donya (* 1993), haitianische Fußballspielerin
- Salomon-Calvi, Wilhelm (1868–1941), deutscher Geologe und Geowissenschaftler
- Salomon-Lindberg, Paula (1897–2000), deutsche Sängerin
- Salomon-Watson, Helene (* 1971), französische Triathletin
- Salomone, Roberto (* 1944), argentinischer Fußballspieler
- Salomone, Rocco (1883–1960), italienischer Politiker, Senator und Minister
- Salomoni, Alberto (* 1966), italienischer Volleyball-Trainer
- Salomonn, Carl (1864–1942), deutscher Maler und Dozent
- Salomonovic, Josef (* 1938), österreichischer Holocaust-Überlebender
- Salomonowitz, Anja (* 1976), österreichische Filmemacherin
- Salomons, Piet (1924–1948), niederländischer Wasserballspieler
- Salomonsen, Finn (1909–1983), dänischer Ornithologe
- Salomonsen, Kristoffer (1888–1957), grönländischer Landesrat
- Salomonsen, Sanne (* 1955), dänische Rocksängerin
- Salomonski, Martin (1881–1944), deutscher Rabbiner
- Salomonsohn, Adolph (1831–1919), Bankier (Disconto-Gesellschaft)
- Salomonsohn, Arthur (1859–1930), deutscher Bankier
- Salomonson, Herman (1892–1942), niederländischer Journalist, Dichter und Schriftsteller
- Salomonson, Joseph (* 1853), niederländischer Konsul, Unternehmer und Lebensreformer
- Salomonsson, Andreas (* 1973), schwedischer Eishockeyspieler
- Salomonsson, Emil (* 1989), schwedischer Fußballspieler
- Salomov, Shavkat (* 1985), usbekischer Fußballspieler

### Salon
- Salón, Enith (* 2001), spanische Fußballtorhüterin
- Salona, Mark, US-amerikanischer Musiker und Komponist
- Salonen, Eija (* 1975), finnische Biathletin
- Salonen, Esa-Pekka (* 1958), finnischer Dirigent und KomponistEsa-Pekka Salonen (* 1958)

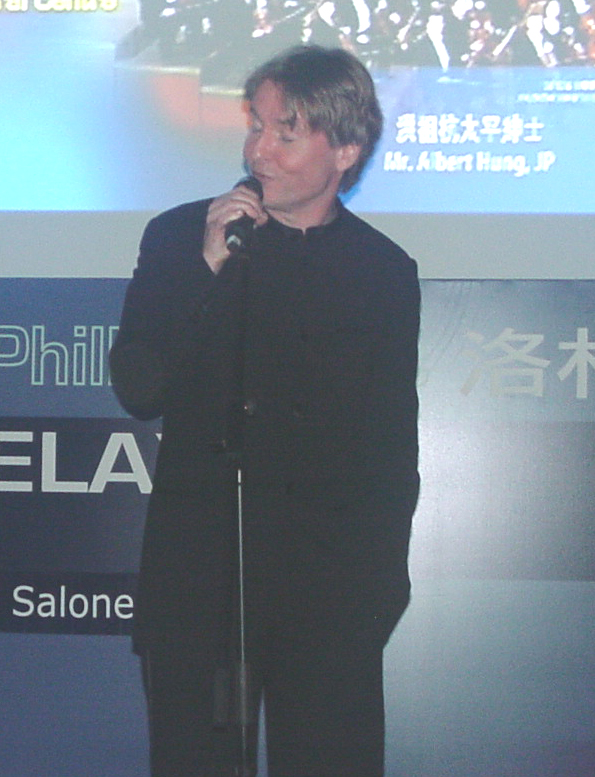
Esa-Pekka Salonen (* 1958)

- Salonen, Hannu (* 1972), finnischer Filmregisseur
- Salonen, Jimi (* 1994), finnischer Freestyle-Skisportler
- Salonen, Juha (* 1961), finnischer Judoka
- Salonen, Olavi (1933–2025), finnischer Leichtathlet
- Salonen, Pauli (1916–2009), finnischer Skilangläufer und Nordischer Kombinierer
- Salonen, Reima (* 1955), finnischer Geher
- Salonen, Satu (* 1973), finnische Skilangläuferin
- Salonen, Susanna (* 1966), finnisch-deutsche Kamerafrau, Regisseurin, Drehbuchautorin und Grimme-Preisträgerin
- Salonen, Timo (* 1951), finnischer Rallyefahrer
- Salonen, Toivo (1933–2019), finnischer Eisschnellläufer
- Salonen, Tuukka (* 1977), finnischer Fußballspieler
- Salong, John Dahmasing (* 1966), vanuatuischer Politiker
- Salonga, Jovito (1920–2016), philippinischer Jurist und Politiker
- Salonga, Lea (* 1971), philippinische MusicaldarstellerinLea Salonga (* 1971)

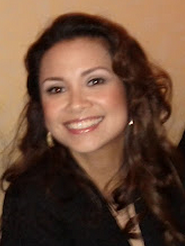
Lea Salonga (* 1971)

- Salonia, Ehefrau von Marcus Porcius Cato der Ältere, freigelassene Sklavin
- Salonia, Giovanni (* 1947), italienischer römisch-katholischer Ordensgeistlicher
- Salonia, Matteo (* 1986), italienischer Historiker
- Salonina, Ehefrau des römischen Kaisers Gallienus
- Saloninus († 260), römischer Kaiser
- Salonius († 475), Bischof von Genf

### Saloo
- Salooja, Ravinder (* 1966), deutscher evangelischer Theologe und Direktor der Leipziger Mission
- Saloojee, Yusuf (* 1941), südafrikanischer Botschafter

### Salop
- Salopek, Paul (* 1962), US-amerikanischer Journalist

### Salot
- Salot, Alexander (1907–1992), deutscher Schuhmachermeister
- Sālote Lupepauʻu (1811–1889), Königin von Tonga
- Salote Tupou III. (1900–1965), Königin von Tonga
- Salotti, Carlo (1870–1947), italienischer Geistlicher, Kardinal der römisch-katholischen Kirche

### Salou
- Salou, Bachirou (* 1970), togoischer FußballspielerBachirou Salou (* 1970)

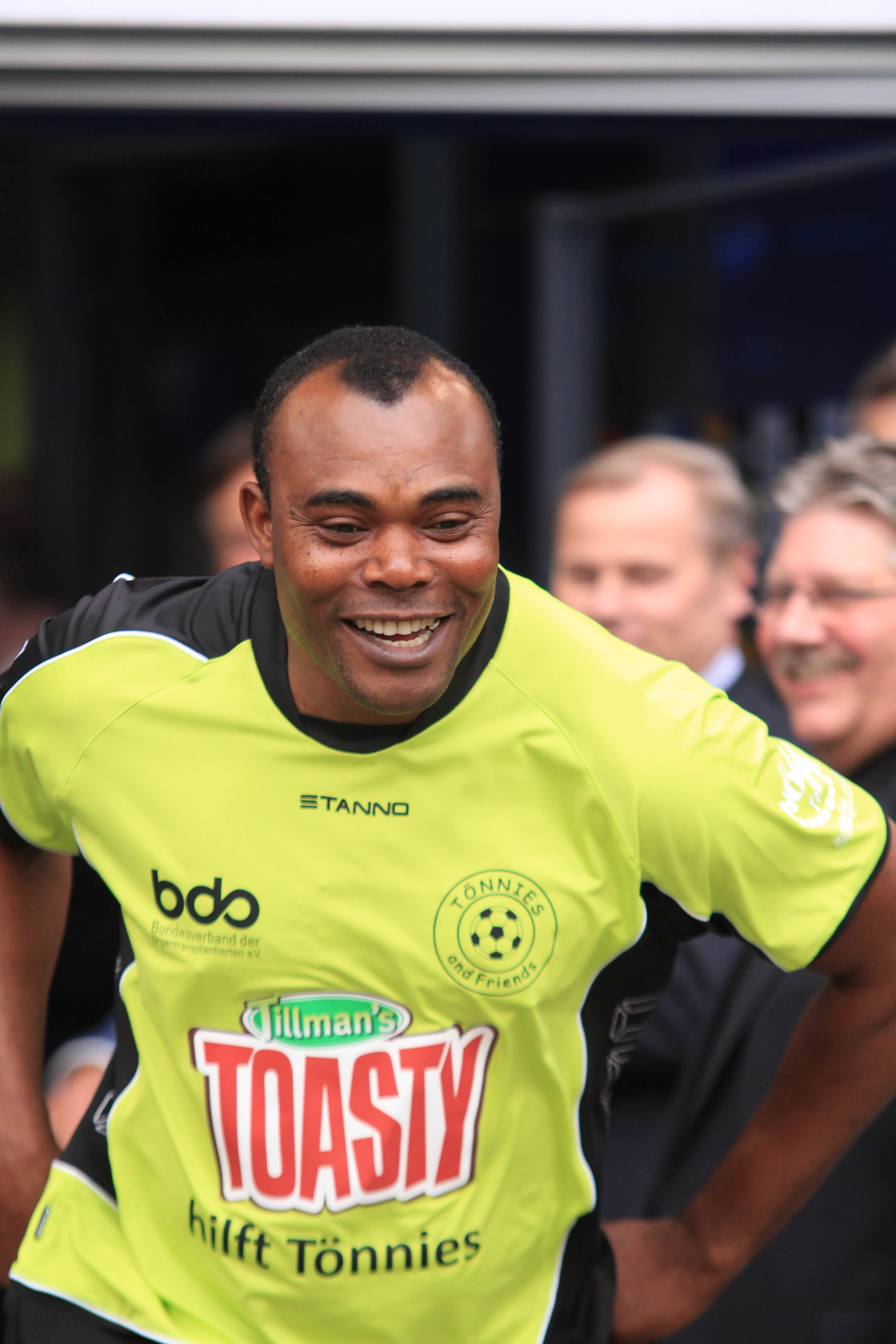
Bachirou Salou (* 1970)

- Salou, Tadjou (1974–2007), togoischer Fußballspieler
- Šaloun, Ladislav (1870–1946), tschechischer Bildhauer
- Salous, Sana (* 1955), palästinensische Nachrichtentechnikerin

### Salov
- Salov, Sergej (* 1940), deutscher Schachspieler
- Salovaara, Aarne (1887–1945), finnischer Leichtathlet und Turner
- Salovey, Peter (* 1958), US-amerikanischer Persönlichkeitspsychologe

### Salow
- Salow, Diana (* 1965), deutsche Krimiautorin
- Salow, Manfred (* 1943), deutscher Künstler, Bildhauer und IM
- Salow, Waleri Borissowitsch (* 1964), russischer Schachmeister

### Saloz
- Saloz, Henriette (1855–1928), russisch-schweizerische Ärztin